# All mein Gedanken, die ich hab

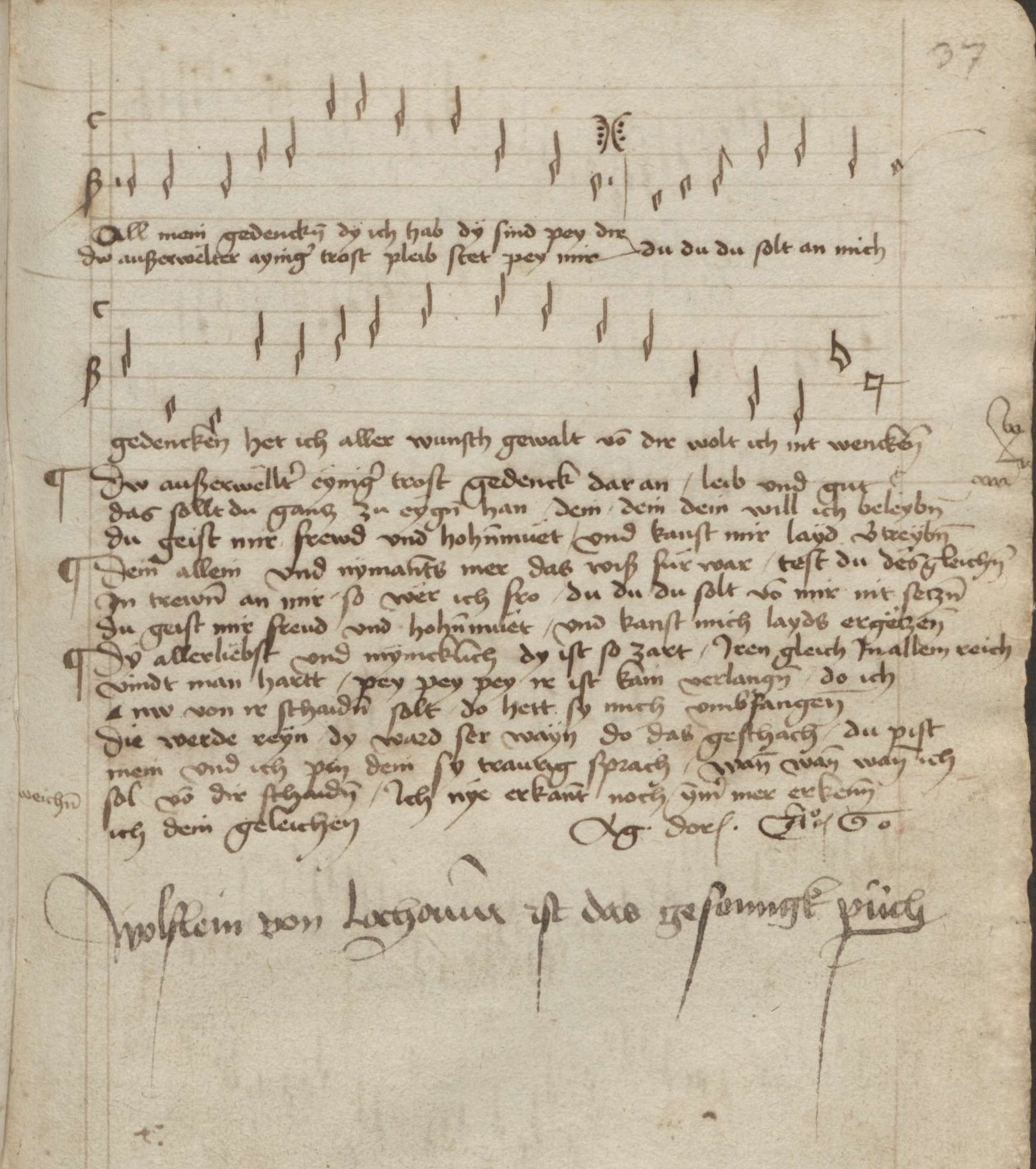
All mein Gedanken im Lochamer-Liederbuch

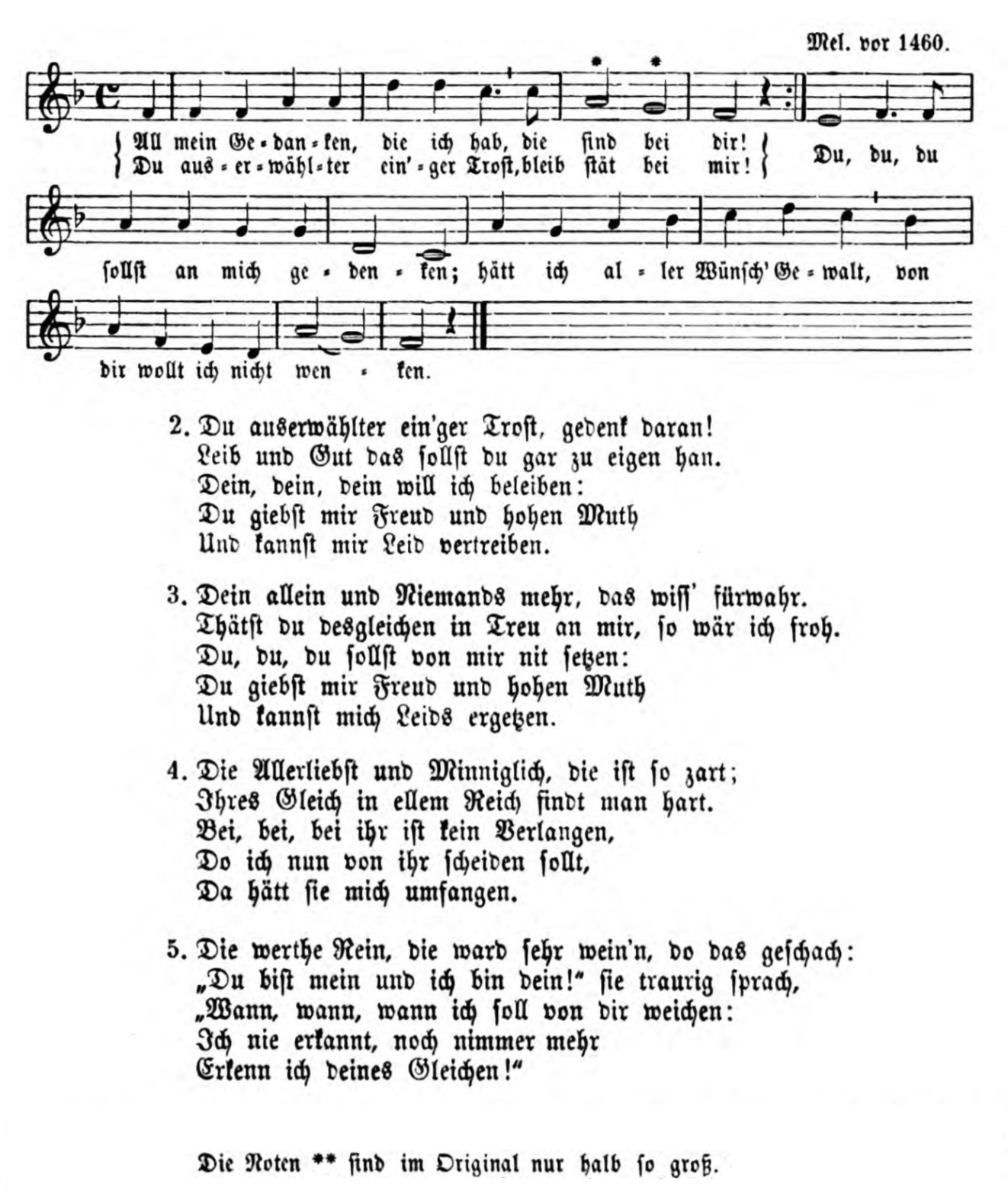
Edition im Deutschen Liederhort mit modernisierter Schreibung (1894)

All mein Gedanken, die ich hab ist ein deutsches Liebeslied aus dem Mittelalter. Es wurde in den 1450er Jahren im Lochamer-Liederbuch aufgezeichnet, wo es, nach vollständiger Vergessenheit, in der ersten Hälfte des 19. Jahrhunderts wiederentdeckt wurde. Danach erlangte es große Popularität, zeitweise vergleichbar mit den bekanntesten deutschen Volksliedern. Die Verfasser von Text und Melodie sind unbekannt.

## Form
Das auf Frühneuhochdeutsch aufgezeichnete Lied hat fünf Strophen, von denen in der Musikpraxis des 19. und 20. Jahrhunderts nur drei rezipiert wurden. Jede Strophe umfasst fünf Zeilen:
_x_x_x_x_x_x (Reim a)
_x_x_x_x_x_x (Reim a)
_x_x_x_x_ (Reim b)
x_x_x_x (Reim c)
_x_x_x_ (Reim b)
Auftakt und Silbenzahl sind jedoch nicht streng durchgehalten. In einigen Zeilen gibt es Binnenreime (IV/2; V/1 und 2). Das auffälligste Stilmittel ist in allen Strophen die dreifache emphatische Wiederholung des Anfangsworts der dritten Zeile: „du“ – „dein“ – „du“ – „bei (ihr)“ – „wann“.

## Inhalt
Zwei Liebende versichern einander ihre unauflösliche Liebe angesichts bevorstehender Trennung (IV/4). In den ersten drei Strophen spricht der Mann zur Frau, in der vierten spricht er preisend über sie. Die fünfte Strophe beschreibt in der ersten Zeile die Trauer der Frau, darauf folgt ihre Liebesantwort an den Mann. Die Brücke über ihre räumliche Entfernung sind die „Gedanken“, das „Gedenken“, die Zusage der gegenseitigen Einzigartigkeit, des Einander-Gehörens. Dabei werden auch Wendungen benutzt, die schon damals fest geprägt waren, so „Du bist mein und ich bin dein“, vgl. Hoheslied 6,3 .

## Text
Der Originaltext lautet in der Transliteration von Heinrich Bellermann:
1. All mein gedencken, dy ich hab, dy sind pey dir,

dw auszerwelter ayniger trost, pleib stet pey mir.

du, du, du solt an mich gedencken,

het ich aller wunsch gewalt,

von dir wolt ich nit wencken.

2. Dw auszerwellter eyniger trost, gedenck dar an,

leib vnd gut das sollt du gancz zu eygen han.

dein, dein, dein will ich beleyben,

du geist mir frewd vnd hohenmuet

vnd kanst mir layd vertreyben.

3. Dein allein vnd nymants mer, das wisz für war,

test du desgleichen jn trewen an mir, so wer ich fro,

du, du, du solt von mir nit seczen,

du geist mir freud vnd hohen muet

vnd kanst mich layds ergeczen.

4. Dy allerliebst vnd mynicklich, dy ist so zart,

jren gleich in allem reich vindt man hartt,

pey, pey, pey ir ist kain verlangen,

do ich nw von ir schaiden solt,

do hett sy mich vmbfangen.

5. Die werde reyn, dy ward ser wayn, do das geschach,

du pist mein vnd ich pin dein, sy traurig sprach,

wann, wann, wann ich sol von dir weichen,

ich nye erkannt, noch nymer mer

erkenn ich dein geleichen.

## Melodie
Die rhythmisch schlichte Melodie in Barform, deren Tonalität von modernen Hörern als reines F-Dur ohne modale Passagen wahrgenommen wird, ist leicht singbar. Nach dem Aufstieg zum höchsten Ton in der vorletzten Zeile endet sie mit einer noch in Volksliedern des 19. Jahrhunderts begegnenden Schlusswendung.

## Geschichte

### Quelle
Im Lochamer-Liederbuch finden sich 50 geistliche und weltliche Lieder, darunter an 39. Stelle All mein Gedanken. Die Eintragungen erfolgten nicht in einem Zug und nicht von derselben Hand. Schrift und Notation von All mein Gedanken sind besonders klar und erfordern kaum Konjekturen. Von wem und in welchen Situationen das Lied gesungen wurde, muss offen bleiben. Die hohe Zeit des Minnesangs war im 15. Jahrhundert lange vorbei.

### Neuzeit
Die Wiederentdeckung des Liederbuchs fiel in die Zeit der Romantik, die seit Herder und Des Knaben Wunderhorn eine Hochschätzung des vermeintlich Altdeutschen und Volkstümlichen entwickelte. Am Anfang steht Christoph Gottlieb von Murr, der 1811 Johann Nikolaus Forkel auf die Lochamer-Handschrift aufmerksam machte. Die Popularisierung unseres Liebeslieds begann aber erst nach der kritischen Edition durch Heinrich Bellermann 1867, breit erst im frühen 20. Jahrhundert durch die Wandervogel- und Jugendbewegung. Der Nationalsozialismus hatte an dem Lied ideologisch nichts auszusetzen und popularisierte es weiter. In den Jahrzehnten nach dem Zweiten Weltkrieg erschien es in zahlreichen Chor- und Gruppenliederbüchern, oft zugleich als deren Titel, und wurde mit den bekanntesten Chören und Solisten auf Tonträger aufgenommen.
Bereits vor 1830 kam ein Faksimile der Lochamer-Handschrift in die Hände von Annette von Droste-Hülshoff, die den Liedern eine eigene musikalische Form gab (erst 1954 gedruckt). Viele weitere Solo- und Chorbearbeitungen folgten, darunter die von Johannes Brahms in 49 Deutsche Volkslieder, WoO 33, Vol. 5, Nr. 30 (1894).